# Waldrogäsen
Waldrogäsen ist eine Siedlung des Ortsteiles Wüstenjerichow von Möckern im Landkreis Jerichower Land in Sachsen-Anhalt.

## Geographie
Der kleine Ort, nahezu vollständig von Wald umgeben, liegt inmitten des 25.063 Hektar großen und sehr waldreichen Landschaftsschutzgebietes (LSG) Möckern-Magdeburgerforth.

## Geschichte
Die erste urkundliche Erwähnung des Ortes, damals unter der Bezeichnung Ragosen, stammt aus dem Jahr 1375. Bereits um 1400 und im Jahr 1446 finden sich Belege, wonach sich das Dorf Rogosen im Besitz des magdeburgischen Uradelsgeschlechts mit Namen Byern befunden hat.
Wüstenrogäsen, wie der Ort vor dem 20. Jahrhundert genannt wurde, gehörte seit 1666 dem alten märkischen Adelsgeschlecht Thümen und war ein Teil der Güter des jeweiligen Besitzers aus dieser Familie auf Göbel bei Möckern respektive von Klein Lübars. Im Jahr 1693 hat ein neuer Besitzer von ebendiesem hier ein Vorwerk errichtet, welches ebenfalls nach Klein Lübars eingepfarrt und eingeschult war. Namhaftester Gutsbesitzer wurde Karl Friedrich von Thümen (1756–1824), als Fürstlich Anhaltinischer Geheimer Rat und Präsident, verheiratet mit Johanna von Ebra, dann mit Henriette von Tevenar.
1842 verfügte das Vorwerk über einen Krug und fünf Wohnhäuser, in denen 42 Einwohner lebten. Auch sind zu dieser Zeit noch die Grundmauern einer abgebrochenen kleinen Kirche im Ort zu finden. Am 8. Dezember 1849 wurde der neue Kirchhof zu Wüstenrogäsen eingeweiht.
Nach dem Güter-Adressbuch der Provinz Sachsen von 1922 betrug die Gesamtfläche des Rittergutes 792 ha. Als Verwalter agierte Förster Sprenger. Der gutsherrliche Waldbesitz beinhaltete damals 701 ha. Letzte Grundbesitzer waren dann der Rittmeister a. D. und Johanniterritter Kurt von Thümen (1864–1924) und zuletzt seine Ehefrau, die Generalstochter Getrud von Loebell (1878–1953). Sie hatte 1926 sich in zweiter Ehe mit dem Generalleutnant Heinrich von dem Hagen verbunden, der im Mai 1945 in Waldragösen erschossen wurde.
Zum 1. Dezember 1910 wurden im Gutsbezirk Waldrogäsen 27 Einwohner verzeichnet. Im Landkreis Jerichow I der Provinz Sachsen wurden 1928 die beiden Gutsbezirke Waldrogäsen und Wüstenjerichow zur Landgemeinde Rogäsen-Jerichow zusammengeschlossen. Die Gemeinde Rogäsen-Jerichow wurde 1964 in Wüstenjerichow umbenannt. Am 1. Januar 2010 wurde Waldrogäsen nach Möckern eingemeindet.